# Xã Jackson, Quận Riley, Kansas
Xã Jackson (tiếng Anh: Jackson Township) là một xã thuộc quận Riley, tiểu bang Kansas, Hoa Kỳ. Năm 2010, dân số của xã này là 330 người.